# Шпак-гострохвіст лісовий
Шпак-гострохвіст лісовий (Poeoptera lugubris) — вид горобцеподібних птахів родини шпакових (Sturnidae). Мешкає в Західній і Центральній Африці.

## Опис
Самець має темно-синє забарвлення, самиця темно-сіра з каштановими плямами на крилах. Лісові шпаки-гострохвости мають довгі вузькі хвости.

## Поширення і екологія
Лісові шпаки-гострохвости поширені від Сьєрра-Леоне до Уганди і північної Анголи. Вони живуть в рівнинних тропічних лісах і на плантаціях.

## Поведінка
Лісові шпаки-гострохвости живляться переважно плодами, а також комахами і насінням. Утворюють великі зграї по 10-30 птахів, іноді приєднуються до змішаних зграй разом з іншими плодоїдними птахами. Утворюють колонії, гніздяться в дуплах на вершинах дерев, часто використовують покинуті дупла лібій. Іноді лібії і шпаки одночасно гніздяться поряд. Яйця бліді, блакитнувато-сірі, поцятковані коричневими плямками.